# Before I Fall
Before I Fall és una pel·lícula dramàtica de ciència-ficció estatunidenca del 2017 dirigida per Ry Russo-Young i escrita per Maria Maggenti i Gina Prince-Bythewood, basada en la novel·la homònima del 2010 de Lauren Oliver. La pel·lícula és protagonitzada per Zoey Deutch, Halston Sage, Logan Miller, Kian Lawley, Elena Kampouris, Diego Boneta i Jennifer Beals. S'ha doblat i subtitulat al català.
La pel·lícula es va estrenar al Festival de Cinema de Sundance el 21 de gener de 2017 i es va estrenar als cinemes el 3 de març de 2017. Va rebre crítiques en diversos sentits i va recaptar 18 dòlars milions a tot el món amb 5 milions de dòlars de pressupost.